# تومي ماسون
تومي ماسون (بالإنجليزية: Tommy Mason) هو لاعب كرة قدم أمريكية أمريكي، ولد في 8 يوليو 1939 في ليك تشارلز في الولايات المتحدة، وتوفي في 22 يناير 2015 في إيدن بريري في الولايات المتحدة بسبب مرض.

## وصلات خارجية
- تومي ماسون على موقع مرجع كرة القدم المحترفة.كوم (الإنجليزية)
- تومي ماسون على موقع كلية كرة القدم في سبورتس رفرنس.كوم (الإنجليزية)
- تومي ماسون على موقع قاعة لويزيانا للمشاهير الرياضية (الإنجليزية)